# Étienne Reymond
Étienne Reymond, né en 1960 à Lausanne, est un musicien, chef d'orchestre et directeur artistique suisse. Il est directeur général et artistique de LuganoMusica au sein du Lugano Arte e Cultura et directeur artistique de l'orchestre philharmonique de la Scala de Milan.

## Biographie
Élevé dans une famille d'artistes, fils de Claude Reymond et petit-fils de Cathérine Colomb, Étienne Reymond commence très jeune à étudier le piano au Conservatoire de Lausanne,. À l'âge de 18 ans, il déménage à Cologne pour étudier la direction d'orchestre à la Rheinische Musikschule, où il obtient son diplôme. Il devient ensuite maestro collaboratore à la Scala de Milan, où il a l'occasion de pratiquer et apprendre la direction artistique durant deux ans, en participant à l'organisation des saisons musicales d'artistes tels que Claudio Abbado et Riccardo Muti. Cette expérience lui permet d'intégrer l'Agence Caecilia à Genève, où il sera chargé de l'organisation les tournées en Suisse de nombreux musiciens. En 1999, il est engagé comme secrétaire artistique et membre du conseil d'administration à la Tonhalle de Zurich, où il participe activement aux saisons musicales d'artistes tels que David Zinman et Ton Koopman. En mai 2013, il est nommé directeur artistique et administratif de Lugano Musica,, le programme musical au sein du LAC de Lugano,, où il amène des artistes de renommée internationale tels que Bernard Haitink, Charles Dutoit, Radu Lupu, András Schiff et Daniil Trifonov. Depuis le 1 juin 2021, Reymond est également nommé en tant que nouveau directeur artistique de l’Orchestre philharmonique de la Scala de Milan,,.